# Alexander Wassiljewitsch Wiskowatow
Alexander Wassiljewitsch Wiskowatow (russisch Александр Васильевич Висковатов, wiss. Transliteration Aleksandr Vasil’evič Viskovatov; * 22. Apriljul. / 4. Mai 1804greg.; † 27. Februarjul. / 11. März 1858greg. in Sankt Petersburg) war ein russischer Militärhistoriker.

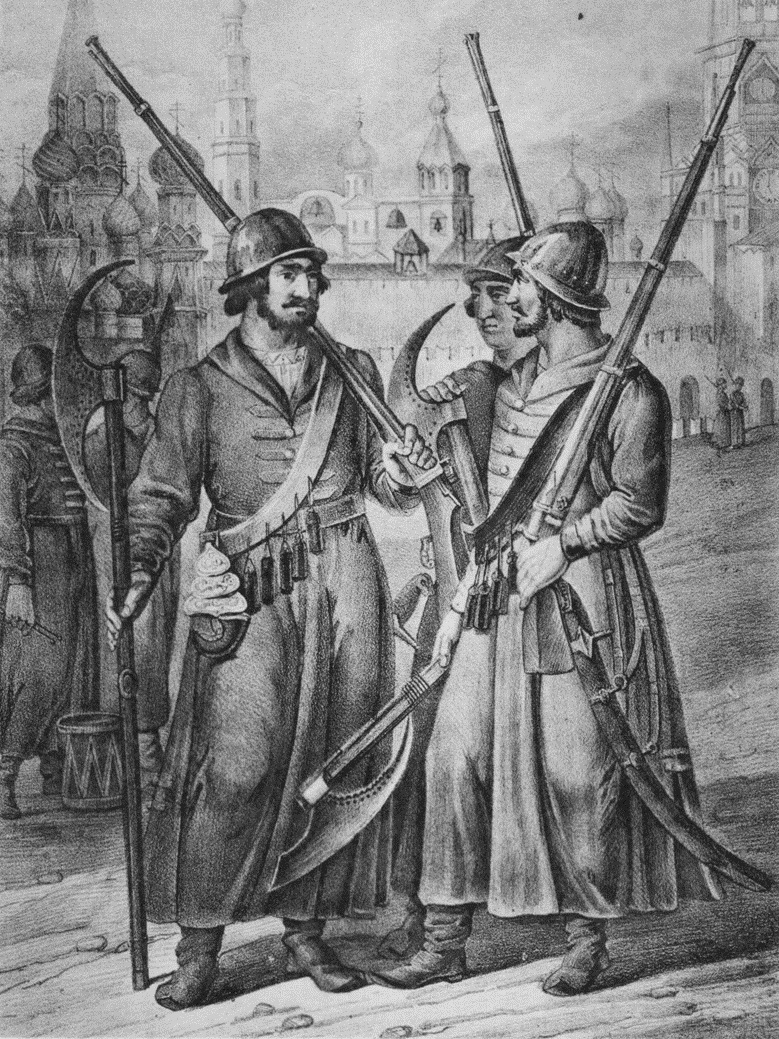
Die Buchillustration zeigt Strelizen um 1674, Aleksander Wassiljewitsch Wiskowatow, 1841

Besonders bekannt wurde Wiskowatow für seine umfangreichen Forschungen zur russischen Militärgeschichte, die er ab 1835 im Auftrag von Zar Nikolaus I. anfertigte. Daraus entstand ein 30-bändiges Monumentalwerk mit aufwendig erstellten Farbabbildungen von Uniformen und Standarten des russischen Militärs von den Anfängen bis zur Mitte des 19. Jahrhunderts. Die komplette Sammlung mit 4.000 Blättern existiert heute nur noch in Museen in St. Petersburg und Washington, D.C. Ein dreibändiger Auszug daraus mit 493 Farb-Lithographien, den der Zar 1842 Großherzog Friedrich Franz II. von Mecklenburg geschenkt hatte und der in die Schweriner Landesbibliothek gekommen war, ging bei Ende des Zweiten Weltkriegs 1945 verloren, vermutlich als Beutekunst. Diese Bände tauchten 2008 wieder auf, als sie bei Sotheby’s versteigert werden sollten. Die Restitution steht noch aus.

## Werke
- Khroniki voisk rossiiskoi imperatorskoi armiii istoricheskii opisanie ikh obmundirovaniya i vooruzheniya. [Chroniken der Einheiten der Russischen Kaiserlichen Armee und Historische Beschreibung ihrer Uniformen und Waffen]. St. Petersburg 1837ff

Neuausgabe mit englischer Übersetzung:
- Historical description of the clothing and arms of the Russian army.
- Volume 10a: Organization 1801-1825.  St. Petersburg 1851. English translation by Mark Conrad. Hopewell, NJ: On Military Matters, 1993. (Digitalisat des Originals)
- The Organisation of Regiments during the Reign of Tsar Paul, 1796-1801. St. Petersburg 1851. English translation extracted from Vol. 7 of the Russian edition by Laurence Spring.  Woking, Surrey, England: Spring Offensive, 1999.
- Volume 10b: Grenadiers, Musketeers, Jagers, Marines and Carabiniers 1801-1825. English translation by Mark Conrad. Partizan Press 1999 ISBN 1-85818-055-4
- Volume 11: Cuirassiers, Dragoons, Horse Jagers, Hussars, Lancers, Gendarmes, and the Train 1801-1825. English translation by Mark Conrad. Partizan Press 1999 ISBN 1-85818-057-0
- Heavy Infantry of the Russian Imperial Guard 1801-1825. English translation by Laurence Spring. Spring Offensive; 3. Auflage 2003 ISBN 1-902978-06-4